# Береговская, Эда Моисеевна
Э́да Моисе́евна Берего́вская (11 ноября 1929, Киев — 17 марта 2011, Москва) — российский романист, специалист в области французской стилистики и методики преподавания французского языка, автор нескольких школьных учебников французского языка. В 2006 году за заслуги перед французским языком и культурой французское правительство наградило Э. М. Береговскую орденом «Академические пальмы». В 2010 году Э. М. Береговской было присвоено почётное звание «Заслуженный деятель науки Российской Федерации».

## Биография
Родилась 11 ноября 1929 года в семье известного музыковеда, исследователя еврейского фольклора Моисея Яковлевича Береговского (1892—1961). Училась в средней школе Киева № 45. Окончила Киевский государственный университет, работала учителем в Донецкой области. С 1962 года Э. М. Береговская — преподаватель Смоленского государственного университета. В течение 25 лет заведовала кафедрой французского языка, читала в Смоленском государственном университете курсы «Стилистика», «Функциональные стили речи», «Интерпретация текста», «Теория и практика перевода», преподавала аналитическое чтение.
Кандидатскую диссертацию, посвященную проблеме синонимии («Стилистические функции синонимов на материале произведений Флобера»), Э. М. Береговская защитила в 1964 году в Львовском государственном университете. Докторская диссертация «Язык художественной литературы и социальный диалект», выполненная на материале французской прозы 1950—1970 годов, защищена в 1979 году в Институте языкознания АН СССР.
Докторская диссертация легла в основу монографии Э. М. Береговской «Арго и язык французской художественной прозы XX века (50-70-е годы)», изданной в Смоленске в 2009 г. В последние десятилетия появилось немало исследований, посвящённых социальным диалектам, однако книга Э. М. Береговской остаётся единственной обобщающей монографией об арго в языке французской художественной прозы не только в России, но и во Франции: сейчас в парижском издательстве «Les Éditions Classiques Garnier» готовится к публикации французский перевод этой книги.
В исследованиях Э. М. Береговской можно выделить четыре главных направления:
1. Экспрессивный синтаксис и грамматическая стилистика;
2. Стилистический потенциал субстандартной лексики: арго, французские социальные диалекты;
3. Проблемы индивидуального стиля: изучение творчества писателей и поэтов XIX—XX вв. с лингвостилистической точки зрения (С. Г. Колетт, Ж. Шарпантро, М. Цветаева, О.Григорьев, Т. Бек и др.);
4. Методика преподавания французского языка.

## Конференция «Риторика в свете современной лингвистики»
В 1999 г. Э. М. Береговская организовала в Смоленском государственном университете научную конференцию «Риторика в свете современной лингвистики». С тех пор конференция проводится регулярно — каждые два года, в начале июня. На конференцию приезжают ученые из России, с Украины, из Белоруссии, Франции, США. По традиции первое заседание открывается концертом. К началу выпускается сборник тезисов, по результатам — сборник докладов. С 1999 до 2011 г. Э. М. Береговская была бессменным организатором и вдохновителем этой конференции.

## Семья
- Муж — филолог и литературовед Вадим Соломонович Баевский.
  - Дочь — филолог Елена Баевская.

## Основные труды

### Книги по риторике, стилистике, лингвистике
- Занятная риторика. Rhétorique amusante. — М.: Языки русской культуры, 2000. — В соавторстве с Ж.-М. Верже.
- Марина Ягелло. Алиса в стране языка. Тем, кто хочет понять лингвистику. перевод с французского Э. М. Береговской и М. П. Тихоновой. — М.: УРСС, 2003.
- Очерки по экспрессивному синтаксису. — М.: УРСС, 2004.
- Синтаксические фигуры как система: Коллективная монография. — Смоленск: СмолГУ, 2007. — Научн. ред, главы: Введение, Заключение, Хиазм.
- Арго и язык французской художественной прозы XX века (50-70-е годы). — Смоленск: Изд-во СмолГУ, 2009.
- Стилистика в подробностях. — М.: Книжный дом «ЛИБРОКОМ», 2009.
- Живая риторика. Rhétorique vivante. — СПб.: Издательство «Люмьер», 2011.
- Французская арготология в России: коллективная монография. — Смоленск: Изд-во СмолГУ, 2011. — Главы: Введение. Изучение французского арго в России; Кристиана Рошфор: арго как форма социального бунта; Вместо заключения. Изменение статуса арго в лингвистическом сознании французов.

### Учебники французского языка
- L’Oiseau bleu-5. Синяя птица-5: учебник для 5 класса ср. шк. — М.: Просвещение, 1993, 1995, 1999, 2005, 2008. (В состав учебно-методического комплекса входят также книга для учителя, книга для чтения, рабочая тетрадь);
- Mon livre de français IV: уч. пособие для 4 кл. школ с углублённым изучением французского языка. — М.: Просвещение, 1994, 1998, 2005, 2007 (Также входит книга для учителя). В соавторстве с Н.М. Касаткиной.
- Практический курс французского языка для начинающих: учебник французского языка. М.: Цитадель-трейд. — Ростов н/Д: Феникс, 2008. (В соавторстве с Н. Н. Цурцилиной, О. В. Расточинской, М. П. Тихоновой)

### Пособия по французскому языку, литературе и культуре Франции
- La poésie autour de nous. Поэзия вокруг нас: В 2-х ч. — 2-е изд. — М.: Просвещение, 1993.
- Le français pour les tout petits. Французский для самых маленьких. Книга для дошкольников. — М.: Просвещение, 1992.
- Le français pour les tout petits. Французский для самых маленьких. Книга для родителей. — М.: Просвещение, 1992.
- Mon premier mini-dico. Французско-русский иллюстрированный словарь для малышей. — М.: Просвещение, 1998.
- Фольклор Франции. По дороге на Лувьер. — М.: Прогресс, 2001. — Сост., общ.ред., предисл., перев. сс. 476—486.
- Sept notes multicolores. Семь волшебных нот: музыкальная хрестоматия на франц. языке для мл. школьников. — М.: Просвещение, 2006.

### Наследие отца, М. Я. Береговского
- М. Береговский: жизнь и судьба // Арфы на вербах. Призвание и судьба Моисея Береговского/Сост., предисл. Э. М. Береговской. — М.— Иерусалим: Гешарим, 1994.
- Материалы к биографии М. Я. Береговского // М. Я. Береговский. Еврейские народные напевы без слов. — М.: Композитор, 1999.
- К истории создания «Пуримшпилей», «Еще раз о судьбе М. Я. Береговского» // М. Я. Береговский. Пуримшпили: Еврейские народные музыкально-театральные представления. — Киев: Дух i Літера, 2001.